# Janet Sanz Cid
Janet Sanz Cid   (Tamarit de Llitera, 16 d'abril de 1984) és una política franjolina, regidora de l'Ajuntament de Barcelona des de 2011. El juliol de 2023 fou nomenada vicepresidenta de l'AMB.

## Biografia
És llicenciada en Dret i en Ciències Polítiques per la Universitat Pompeu Fabra i veïna de Sant Andreu.
Va entrar en la política el 2004, quan es va afiliar a la secció jove d'Iniciativa per Catalunya Verds. Escollida membre de la corporació 2011-2015 per Iniciativa per Catalunya Verds-Esquerra Unida i Alternativa. A les municipals de 2015 va ser reelegida dins de la candidatura de Barcelona en Comú. i va ocupar les responsabilitats de cinquena tinent d'alcaldia entre 2015 i 2017 i quarta tinent d'alcaldia entre 2017 i 2019. Va tornar a ser elegida regidora a les eleccions municipals de 2019 sent des de llavors i fins 2023 la segona tinent d'alcaldia d'Ecologia, Urbanisme, Infraestructures i Mobilitat des de juny de 2019. El juliol de 2023 fou nomenada vicepresidenta de l'AMB.
El novembre de 2024 va assumir el rol de presidenta del grup municipal de Barcelona en Comú a l'Ajuntament de Barcelona.